# Phymastichus coffea
Phymastichus coffea är en stekelart som beskrevs av Lasalle 1990. Phymastichus coffea ingår i släktet Phymastichus och familjen finglanssteklar.
Artens utbredningsområde är:
- Colombia.
- El Salvador.
- Guatemala.
- Honduras.
- Elfenbenskusten.
- Kenya.
- Togo.

Inga underarter finns listade i Catalogue of Life.